# 文化街街道 (银川市)
文化街街道，是中华人民共和国宁夏回族自治区銀川市兴庆区下辖的一个乡镇级行政单位。

## 行政区划
文化街街道下辖以下地区：
山河湾社区、崇信社区、文湖社区、丰收社区、和平社区、幸福社区和游乐社区。